# W.L. Gore & Associates
W. L. Gore and Associates est le fabricant américain du tissu Gore-Tex : imperméable et respirant, ce tissu est principalement utilisé dans les activités sportives de plein air. 

## Histoire
La compagnie fut fondée en 1958 par Wilbert L. Gore (dit Bill) et sa femme Genevieve à Newark dans le Delaware. Gore était un ingénieur de recherche chez DuPont. Son fils, Robert W. Gore, découvrit que sous certaines conditions, le polytétrafluoroéthylène (PTFE) pouvait créer un matériau très résistant et aux propriétés bien particulières. De nos jours, ce matériau est utilisé dans l'industrie, l'électronique nouvelle-génération, les produits médicaux et des tissus spéciaux. Pour l'invention du Gore-Tex, Robert W. Gore fut intronisé au National Inventors Hall of Fame en 2006.

## Production
En 2006, les ventes mondiales de la compagnie totalisent 2 126 millions de dollars. En 2008, la compagnie toujours détenue par la famille Gore compte 7 821 employés dans plus de 45 sites dans le monde, dont 5 211 aux États-Unis. Les sites de ventes sont présents dans les pays suivants : Allemagne, Argentine, Australie, Autriche, Brésil, Chine, Écosse, Espagne, États-Unis, France, Grèce, Hong-Kong, Inde, Italie, Japon, Corée, Malaisie, Pays-Bas, Nouvelle-Zélande, Pologne, Russie, Singapour, Suède, Taïwan. La fabrication est rassemblée aux États-Unis, en Allemagne, Écosse, Japon et Chine.

## La méthode Gore
Lors des projets importants, DuPont constituait des petites équipes où tout le monde mettait ses compétences et ses connaissances en commun. Mais une fois que ces équipes atteignaient un degré d'avancement suffisant, leurs membres retournaient à l'organisation hiérarchique traditionnelle. Lorsqu'il créa sa propre société, Bill Gore institutionnalisa cette méthode de travail. Il fallut du temps et de nombreux tâtonnements mais en instaurant un véritable dialogue entre salariés rebaptisés « associés », en les consultant, en stimulant l'initiative et la prise de risque, Gore transforma son atelier, basé au sous-sol de sa demeure familiale, en multinationale.
Il n'y a pas de hiérarchie au sens strict en cela qu'il n'y a pas de supérieurs mais des leaders : les employés choisissent de suivre un leader plutôt que de se voir affecter un supérieur. L'évaluation de performances repose sur les notes données par leurs pairs au sein de la compagnie.
La compagnie a été placée dans le magazine de l'économie Fortune dans la liste des cent meilleures compagnies où travailler. La compagnie applique une politique de non-discrimination concernant l'orientation sexuelle de ses employés et les couples de même sexe ont les mêmes bénéfices que les couples hétérosexuels. En 2008, 39 % des employés étaient des femmes et 17 % appartenaient à des minorités.